# NACRA Sevens 2015
El NACRA Seven del 2015 fue un torneo de rugby 7 disputado por las selecciones nacionales masculinas de la Rugby Americas North. Se disputó el 13 y el 14 de junio en el WakeMed Soccer Park de la ciudad de Cary, estado de Carolina del Norte, Estados Unidos.
El certamen sirvió como torneo clasificatorio a los Juegos Olímpicos de Río de Janeiro 2016. Estados Unidos al consagrarse campeón clasificó directamente, en tanto que el segundo y el tercero accedieron al Torneo Preolímpico Mundial.

## Equipos
- Bahamas
- Barbados
- Canadá
- Islas Caimán
- Estados Unidos
- Guyana
- Jamaica
- México
- Trinidad y Tobago

Nota: la selección de San Vicente y las Granadinas no obtuvo visas para viajar a Estados Unidos, por lo que no disputó el torneo.

## Resultados

### Grupo A
| Pos | Equipo         | Partidos | Partidos | Partidos  | Partidos | Puntos |
| Pos | Equipo         | jugados  | ganados  | empatados | perdidos | Puntos |
| --- | -------------- | -------- | -------- | --------- | -------- | ------ |
| 1   | Estados Unidos | 3        | 3        | 0         | 0        | 9      |
| 2   | México         | 3        | 2        | 0         | 1        | 6      |
| 3   | Jamaica        | 3        | 1        | 0         | 2        | 3      |
| 4   | Barbados       | 3        | 0        | 0         | 3        | 0      |

### Grupo B
| Pos | Equipo            | Partidos | Partidos | Partidos  | Partidos | Puntos |
| Pos | Equipo            | jugados  | ganados  | empatados | perdidos | Puntos |
| --- | ----------------- | -------- | -------- | --------- | -------- | ------ |
| 1   | Canadá            | 4        | 4        | 0         | 0        | 12     |
| 2   | Islas Caimán      | 4        | 3        | 0         | 1        | 9      |
| 3   | Guyana            | 4        | 2        | 0         | 2        | 6      |
| 4   | Bahamas           | 4        | 1        | 0         | 3        | 3      |
| 5   | Trinidad y Tobago | 4        | 0        | 0         | 4        | 0      |

### Fase final
Semifinales de plata
| 14 de junio | Guyana | 29 - 5 | Barbados |  |  |

| 14 de junio | Jamaica | 17 - 0 | Bahamas |  |  |

Séptimo puesto
| 14 de junio | Barbados | 36 - 5 | Bahamas |  |  |

Quinto puesto
| 14 de junio | Guyana | 19 - 5 | Jamaica |  |  |

Semifinales de oro
| 14 de junio | Estados Unidos | 60 - 0 | Islas Caimán |  |  |

| 14 de junio | Canadá | 34 - 0 | México |  |  |

Tercer puesto
| 14 de junio | México | 26 - 19 | Islas Caimán |  |  |

Final
| 14 de junio | Estados Unidos | 21 - 5 | Canadá |  |  |